# Мюнхенский оперный фестиваль

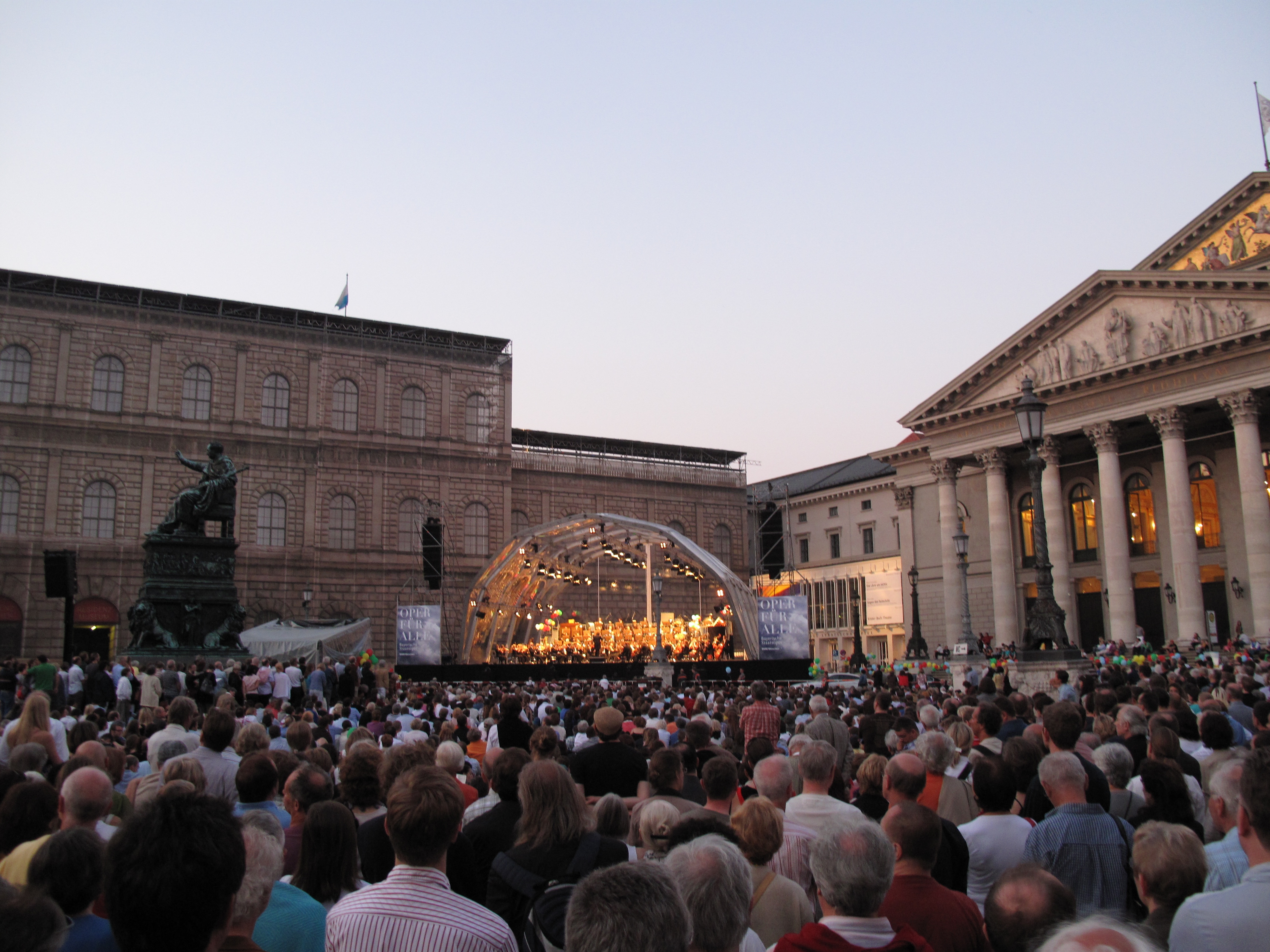
Бесплатный концерт на площади перед Национальным театром, в рамках Мюнхенского оперного фестиваля (2010)

Мюнхенский оперный фестиваль (нем. Münchner Opernfestspiele) — международный музыкальный фестиваль. Проходит в Мюнхене ежегодно, в конце театрального сезона (в июне-июле).
Фестиваль организуется Баварской государственной оперой и Баварским государственным балетом. Во время фестиваля проводятся оперные спектакли, концерты, вечера камерной музыки и другие культурные мероприятия на крупнейших площадках Мюнхена (Национальный театр, Принцрегентентеатр, Кювилье-театр, придворная церковь всех Святых, Новая Пинакотека, Музей Брандхорста и т. д.).

## Краткая характеристика
Первый Мюнхенский оперный фестиваль состоялся летом 1875 года; в программе были оперы Моцарта и музыкальные драмы Вагнера. Идея показалась столь удачной, что для постоянного проведения фестиваля при содействии принца-регента Луитпольда Баварского было построено собственное здание (Принцрегентентеатр). Театр был открыт 21 августа 1901 года постановкой оперы «Нюрнбергские мейстерзингеры» Р. Вагнера.
В 1952 году Мюнхенский оперный фестиваль стал участником Европейской ассоциации фестивалей. С 1958 года ему содействует Общество поддержки Мюнхенского оперного фестиваля (Gesellschaft zur Förderung der Münchner Festspiele). Помимо финансовой поддержки, Общество также учредило приз фестиваля (в 1965 году) и ежегодно печатает обширный путеводитель по фестивалю (современное название «Festspielführer», с 1959 года).
Каждый год на Макс-Йозеф плац (перед Национальным театром) проводятся два бесплатных мероприятия — оперный спектакль и концерт (слоган — «Опера для всех»). 26 июня 2010 такой вечер посетило рекордное количество слушателей — 12000 человек.